# النار الإغريقية

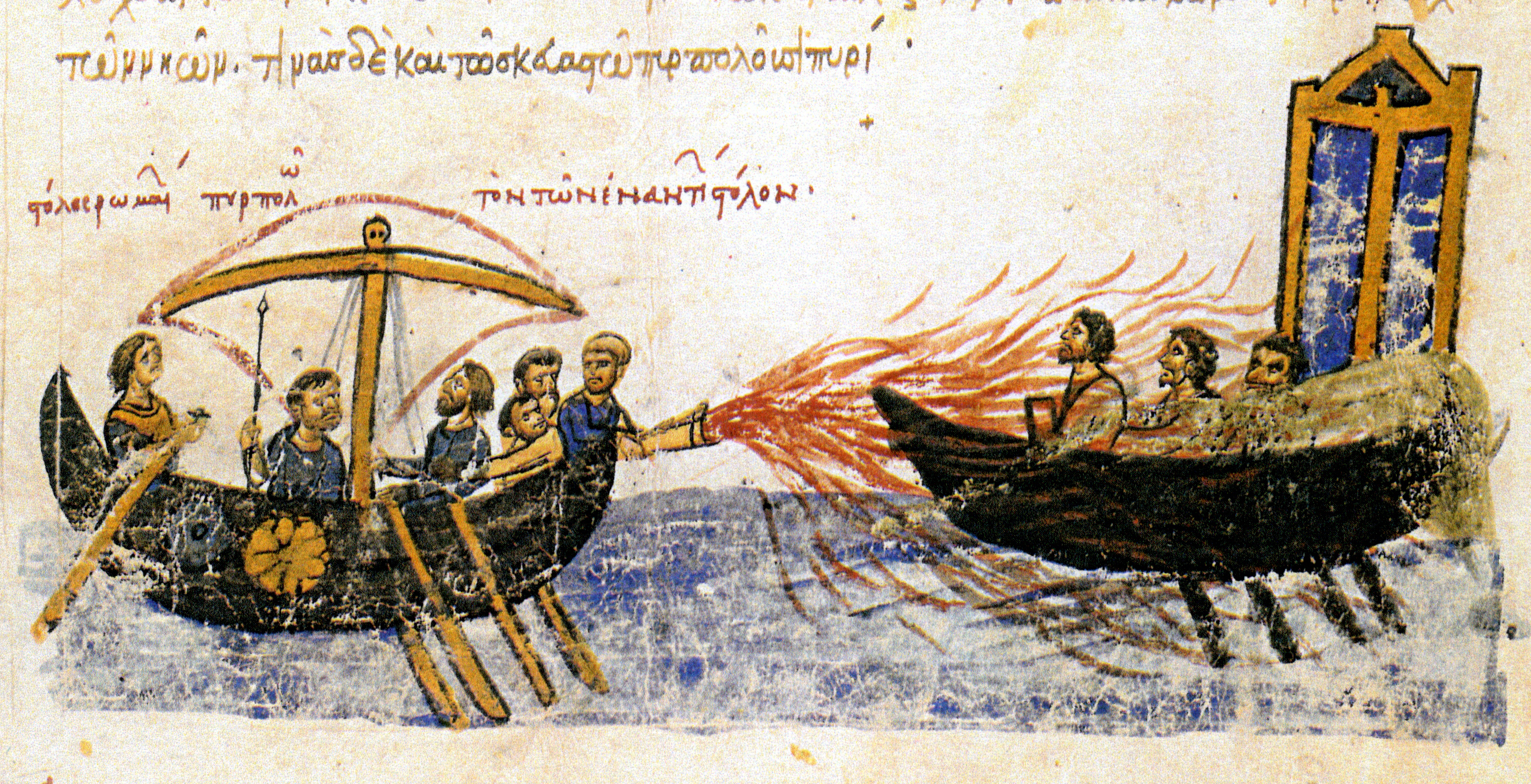
صورة لسفينة تنفث النار الاغريقية، من مخطوط يعود للقرن الحادي عشر للميلاد

النار الإغريقية سائل حارق استعمله البيزنطيون كسلاح في حروبهم البحرية منذ 674 ميلادية، حيث كانت تُستخدم لإشعال النار على سفن العدو. تتكون النار الإغريقية من مركّب قابل للاحتراق ينبعث من سلاح يرمي باللهب. استخدم اليونانيون النار الاغريقية لأول مرة في معركة سيلايوم البحرية عندما حاصر الأمويون المسلمون القسطنطينية في حملة أرسلها معاوية بن أبي سفيان في عام 53 - 60 هـ / 674 – 678 م بقيادة ابنه يزيد لمحاولة فتح القسطنطينية. يعتقد بعض المؤرخين أن النار الاغريقية كانت تشتعل عند ملامستها الماء، وربما كان أساسها مادة النافتا والجير الحي. استخدمه البيزنطيون في المعارك البحرية بشكل كبير، حيث أن النار الاغريقية تستمر في الاحتراق أثناء طفوها على الماء. كانت الميزة التكنولوجية التي قدمتها مسؤولة عن العديد من الانتصارات العسكرية البيزنطية الرئيسية، وعلى الأخص فك حصار القسطنطينية من حصار المسلمين مرتين، وبالتالي تأمين بقاء الإمبراطورية حتي أتم السلطان محمد الفاتح عام 1453م فتح القسطنطينية.
استخدم المسلمون النار الإغريقية في تدمير مراكب الإمدادات الصليبية المتجهة من مدينة دمياط إلى قوات لويس التاسع ملك فرنسا في معركة المنصورة، ضمن معارك الحملة الصليبية التاسعة، على مصر.
كان الانطباع الذي أحدثته النيران اليونانية على الحملات الصليبية الغربية عليهم هو أنه تم إطلاق نفس الاسم (النار الاغريقية) على أي نوع من الأسلحة الحارقة، بما في ذلك تلك المستخدمة من قبل العرب والصينيين والمغول. ومع ذلك، استخدمت هذه الخلائط صيغًا مختلفة عن تلك المستخدمة في النار اليونانية البيزنطية، والتي كانت سرًا للدولة يخضع لحراسة مشددة.
استخدم البيزنطيون فوهات مضغوطة لإطلاق السائل على العدو بطريقة تشبه قاذف اللهب الحديث.

## التسمية
على الرغم من أن استخدام مصطلح «النار الاغريقية» كان عامًا في اللغة العربية والإنجليزية ومعظم اللغات الأخرى منذ الحروب الصليبية، إلا أن المصادر البيزنطية الأصلية وصفت المادة بمجموعة متنوعة من الأسماء، مثل:
1. «حريق البحر» (يونانية القرون الوسطى: πῦραλάσσιον pŷr thalássion).
2. «النار الرومانية» (πῦρ ῥωμαϊκόν pŷr rhōmaïkón).
3. «نار الحرب» (πολεμικὸν πῦρ polemikòn pŷr).
4. «النار السائلة» (ὑγρὸν πῦρ hygròn pŷr).
5. «النار اللاصقة» (πῦρ κολλητικόν pŷr kollētikón).
6. «النار المُصنَّعّة» (πῦρ σκευαστόν pŷr skeuastón). [1]

## التكوين
يبقى تكوين النار اليونانية مسألة تكهنات ونقاش، مع العديد من المقترحات بما في ذلك مجموعات من راتنجات الصنوبر أو النافتا أو كويكليمي أو فوسفيد الكالسيوم أو الكبريت أو النيتر. في تاريخه في روما، يصف تيتوس ليفي كاهنات باخوس وهم يطلقون النار في الماء، وهو ما لم يطفئ، «لأنه تم خلط الكبريت مع الجير».

## المنشأ
تسمى النار الاغريقية باللغة اليونانية «ايغرو بير» "υγρό πυρ" أي النار السائلة. ولا تعرف مكونات هذه المادة بدقة، ولكن يرجح أنها كانت مزيجا مركبا من عدة مواد سريعة الاشتعال كالكحول - النفط - وملح الصخور - والكبريت - والقار. وكانت لهذه المادة خاصية الاحتراق حتى على سطح الماء، لذلك سميت أيضا بالنار السائلة أو البحرية. يذكر المؤرخ البيزنطي ثيوفانس Theophanes، أن اختراع النار الاغريقية يرجع للمهندس الفينيقي كالينيكوس Callinicus من بعلبك وذلك سنة 670 ميلادية. ويعتقد المؤرخون أنها من نتاج التأثيرات العلمية للحضارة الهيلينية.

## الاستعمالات
استُعملت النار الاغريقية عدة مرات للدفاع عن مدينة قسطنطينية وفك الحصار عنها في 674 وكذلك في معركة سيلايوم البحرية سنة 677، ضد الأسطول الأموي، وكذلك ضد البلغار سنة 941 ميلادية، كما أنها استعملت في حرب إسترجاع القدس سنة 1187م التي كان جيش المسلمين فيها بقيادة صلاح الدين الأيوبي. ويوصف استعمالها بالطريقة التالية: كان المزيج المحرق يعبأ في قدور كبيرة، على متن سفن حربية سريعة تسمى بالـ«درومون» (باليونانية δρόμων، تعني العداء)، وعند الاستعمال يسخن ويضخ في فوهات من النحاس تنتهي بمحقن مثبّت في مقدمة المركب (يعرف بالـ«سيفوناريوس» siphònariòs) ينفث المادة السائلة على سفن الأعداء، والتي تلتهب بصفة تلقائية. وقد اكتشفت مادة مشابهة وأستعملت من قبل البحرية الصينية بهذه التقنية أو معبأة في قنابل يدوية وقذائف منجنيق سنة 975 ميلادية.